# 장준 (촉한)
장준(張遵, ? ~ 263년)은 중국 삼국시대 촉한(蜀漢)의 관료이다.

## 행적
장비(張飛)의 손자이며 장포(張苞)의 아들이다. 상서(尙書)를 역임했으며, 263년에 위(魏)나라의 등애(鄧艾)가 면죽관(綿竹關)을 공격해왔을 때 제갈첨(諸葛瞻)을 수행하여 싸우다가 전사하였다.